# Byttneria cordata
Byttneria cordata är en malvaväxtart som beskrevs av Jean-Baptiste de Lamarck. Byttneria cordata ingår i släktet Byttneria och familjen malvaväxter. Inga underarter finns listade i Catalogue of Life.